# ماور (السدة)

تعديل مصدري - تعديل

ماور هي إحدى قرى عزلة المرخام بمديرية السدة التابعة لمحافظة إب، بلغ تعداد سكانها 163 نسمة حسب تعداد اليمن لعام 2004.